# Блюдцевик жилковатый
Блюдцеви́к (дисцио́тис) жилкова́тый ( Disciotis venosa) — гриб рода Блюдцевик семейства Сморчковые. Также известен как дисци́на жилкова́тая (Discina venosa).

## Описание
Плодовое тело — апотеций (см. Аскомицеты) диаметром 3—10 (до 21) см, с очень короткой толстой «ножкой». У молодых грибов «шляпка» имеет шаровидную форму с загибающимися внутрь краями, затем становится блюдцевидной или чашевидной и наконец распростёртой с извилистым, надорванным краем. Верхняя (внутренняя) поверхность — гименофор — сначала гладкая, позднее становится бугорчатой, морщинистой или жилковатой, особенно ближе к середине; окраска варьирует от желтовато-бурой до тёмно-коричневой. Нижняя (наружная) поверхность окрашена светлее — от беловатой до серовато-розоватой или коричневатой, — мучнистая, часто покрытая буроватыми чешуйками. 
«Ножка» сильно редуцирована — короткая, толстая, длиной 0,2—1 (до 1,5) см, беловатая, зачастую погружённая в субстрат.
Мякоть плодового тела хрупкая, сероватая или коричневатая, с характерным запахом хлора, который, однако, исчезает при термической обработке.
Споровый порошок белый или кремовый. Споры 19—25 × 12—15 мкм, гладкие, широкоэллипсоидные, без жировых капель.

## Экология и распространение
Блюдцевик жилковатый распространён в умеренной зоне Северного полушария. Довольно редок. Появляется весной, одновременно со сморчками, — с середины мая по начало июня. Обнаруживается в хвойных, смешанных и лиственных (чаще дубовых и буковых) лесах, в том числе пойменных, на песчаных и глинистых почвах, во влажных местах. Встречается одиночно и небольшими группами. Нередко растёт вместе со сморчком полусвободным (Morchella semilibera), часто связан с белокопытником (Petasites sp.).
Вероятно, является сапротрофом, но по причине родства со сморчками, возможно, хотя бы факультативно микоризный гриб.

## Сходные виды
Из-за специфического запаха блюдцевик жилковатый трудно спутать с другими грибами, например, с представителями рода пецица. Наиболее крупные, зрелые, тёмноокрашенные экземпляры слегка похожи на строчок обыкновенный.

## Пищевые качества
Условно-съедобный гриб, не представляющий кулинарной ценности. Используется в пищу свежим (после 10—15 минут отваривания) и сушёным. Неприятный запах после тепловой обработки исчезает. В англоязычных источниках приводится как ядовитый гриб.